# Itambé (Paraná)
Itambé é um município da Região Metropolitana de Maringá, no estado do Paraná, no Brasil.

## Topônimo
A palavra "Itambé" é de origem tupi e significa "Pedra Afiada", através da junção de i'tá (pedra) e aim'bé (afiada)  Alguns autores ainda classificam como “beiço de pedra”, por J. F. da Fonseca, ou Xavier Fernandes, “pedra oca”, ou ainda “despenhadeiro, precipício”, segundo Aurélio Buarque de Holanda. 

## História
Foi fundada pelo subgerente João Cortez Capel, da Companhia de Terras Norte do Paraná (CTNP), mais tarde denominada de Companhia Melhoramento Norte do Paraná (CMNP), espanhol natural da Almeria.
Na oportunidade havia adquirido em 1944 a Gleba Ijuí, que compreendia o atual Município de Itambé, estabelecendo suas duas fazendas, a Cortezia e a Almeria.
Contudo, passou a perceber o receio na compra de lotes da referida gleba por parte dos potenciais compradores, pois, em detrimento a Vila de Bom Sucesso que se formava a leste do rio Keller, com grandes avanços nos loteamentos, a Gleba Ijuí, a oeste do mesmo rio ficava distante de qualquer cidade ou distrito que abastecesse os agricultores.
Desta forma, João Cortez Capel, na função de subgerente, prometeu aos compradores que a Companhia de Terras Norte do Paraná proporcionaria melhores condições e acesso ao loteamento, porém, com a deflagração da Segunda Guerra Mundial em 1939 foi adiada a fundação do Patrimônio , consequentemente, pela carência de recursos ocasionadas pelo conflito.
Mas como já havia dado sua palavra e prometido a construção de uma povoação que atendesse os anseios dos compradores, ao proporcionar às propriedades rurais uma fácil comunicação com os centros urbanos, e permitindo rápido escoamento das safras agrícolas, decidiu então a construir um Patrimônio com seu próprio dinheiro.

Nas palavras da bimestral Revista do Café e Açúcar, do bimestre Maio-Junho de 1951:  
Quando a Companhia Norte do Paraná resolveu abrir a zona de Itambé, loteando-a para venda, João Capel notou certo retraimento de parte dos prováveis compradores. Procurando inteirar-se das causas de tal atitude, teve a solução, e compreendeu perfeitamente o que havia a fazer.
A longa distância da gleba a mais próxima condução ou posto de abastecimento dificultava sobremaneira a colonização da mesma.
Não teve outra ideia o dinâmico Cortez Capel, imediatamente traduzia em grave compromisso: se a Companhia não fundasse nessas terras um patrimônio-sede, com os estabelecimentos comerciais necessários à vida de seus habitantes, ele, João Cortez Capel, comprometia-se a fazê-lo, à sua própria custa.
Nada conseguindo da Companhia, cumpriu a promessa: montou bem aparelhada serraria, bastante para construções no patrimônio como aos sítios vizinhos; construiu o Grupo Escolar e uma boa Igreja; estabelecimentos comerciais para alugar e alguns abastecidos por si próprios; presentemente iniciadas foram as construções da Cadeia Pública, da estação Rodoviária e muragem do cemitério, tudo por conta do seu bolso.
Em sendo assim, às suas próprias expensas, em 1952 João Cortez Capel instalou a rede de águas em todas as moradias, além de três torneiras públicas, abastecidas com poço artesiano e uma grande caixa d’água. Instalou também o primeiro motor estacionário com gerador de energia para o abastecimento do Patrimônio que logo passou a se chamar Vila do João Cortez, até o edifício, que viria ser a prefeitura do futuro Município, foi construído com seus próprios recursos. 
Não demorou muito para o Patrimônio ser elevado a Distrito e outras famílias aportaram em solo itambeense, descendentes de alemães, espanhóis, japoneses, sírios, italianos e poloneses que encontrando condições favoráveis e especiais, resolveram fixar-se.
Criado através da Lei Estadual 4 245, de 25 de julho de 1960, foi emancipado em 30 de novembro de 1961, sendo desmembrado dos municípios de Marialva, Bom Sucesso e São Pedro do Ivaí.
Há duas versões sobre a origem do nome Itambé, uma é que o nome teria sido sugerido por um picadeiro sertanejo que vivia em Itambé, na Bahia. Segundo relatos da Prof. Elisabete Aparecida Moreno, este baiano achou que a geografia daqui se assemelhava a de seu município natal. Isto teria acontecido logo que a Companhia Melhoramentos Norte do Paraná abriu a Estrada Keller, em meados da década de 40. Mas, segundo Oswaldo Bianchessi, que trabalhou como picadeiro na abertura destas terras, o nome foi motivado pela grande quantidade de cipó imbé e pelos artefatos indígenas aqui encontrados.

## Geografia
Itambé está localizado no grande bloco continental do Planalto do Tropp do Paraná, que se estende a oeste do Rio Tibagi, entre os Rios Paranapanema e Ivaí, até o Rio Paraná, que é denominado Planalto de Apucarana.
O Norte do Paraná tem privilégio da qualidade dos solos que foi um dos fatores predominantes na sua ocupação. Na região os solos apresentam-se profundos, bem desenvolvidos e com alta fertilidade, latossolo roxo eutrófico, a moderado, textura argilosa, terra roxa estruturada, dando origem a um relevo suavemente ondulado. A geologia local é composta por rochas basálticas, datam o Período Cretáceo da era Mesozóica.
A vegetação original se desenvolveu com exuberância sobre o solo fértil, dando origem à vegetais de grande porte, como perobas, cedros, canelas, imbuias, entre outras.
Possui uma área é de 243,821 km², representando 0,1223 por cento do estado, 0,0433 por cento da região e 0,0029 por cento de todo o território brasileiro. Localiza-se a uma latitude 23º39'39" sul e a uma longitude 51º59'24" oeste, estando a uma altitude de 428 metros. Sua população estimada em 2005 era de 5 823 habitantes.

### Clima
O clima de Itambé pode ser classificado como mesotérmico úmido, com temperatura mínima de 15 graus centígrados (nos meses de julho e agosto) e a máxima de 25 graus centígrados (no mês de janeiro). A penetração de massa Polar Atlântica, durante o inverno ou mesmo no fim do outono, provoca geadas frequentes, sendo prejudiciais a alguns cultivos.

### Hidrografia
A rede hidrográfica do município pertence a sub-bacia do Rio Ivaí. É constituída pelo Rio Keller, Ribeirão Marialva, Água Gilberto, Ribeirão Pinguim, Ribeirão Marisa, os quais fazem parte dos afluentes da margem direita do Rio Ivaí.
O regime das águas é no sentido leste-oeste, não havendo quedas de água e lagos naturais e a navegabilidade é impraticável.

## Administração
- Prefeito: Vitor Aparecido Fedrigo (2021/2024)
- Vice-prefeito:  Idelfonso Machado
- Presidente da Câmara: ? (2021/2022)